# Нонтхабури (провинция)
Нонтхабури (тайск. นนทบุรี) — провинция в центральной части Таиланда. Территория — 622,3 км², население по данным на 2010 год — 1 333 623 человека. Расположена к северо-западу от Бангкока, на реке Чаупхрая. Нонтхабури — часть территории агломерации Большого Бангкока, урбанизирована также, как и столица страны.

## История
Город был основан в середине XVI столетия на месте деревни Талаткхван. Во времена правления короля Прасат Тхонга до города был прорыт канал от реки Чаупхрая, позже канал стал настоящим руслом реки. В 1665 году король Нарай основал у города крепость на подступах к столице — Аюттхаи. Вокруг крепости также разросся новый город. В 1943 — 46 гг. провинция была включена в состав Бангкока.

## Административное деление
Провинция делится на 6 округов (ампхе), которые в свою очередь делятся на 52 тамбона:

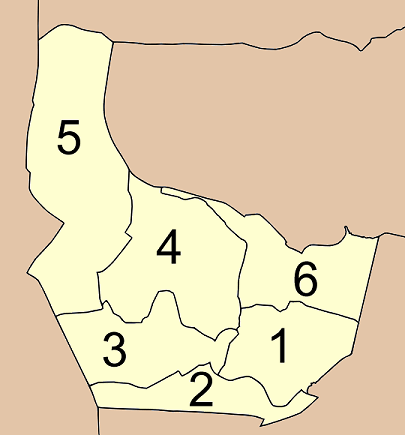

- 1. Мыанг Нонтхабури
- 2. Бангкруай
- 3. Бангьяй
- 4. Бангбуатхонг
- 5. Сайной
- 6. Паккрет